# Alen Stevanović
Alen Stevanović (7 de gener de 1991) és un futbolista serbi.
Comença la seua carrera professional al FK Radnički Obrenovac el 2008. Ha jugat als clubs FC Inter de Milà, Torino i Partizan.
Va debutar amb la selecció de Sèrbia el 2012. Va disputar 3 partits amb la selecció del Sèrbia.

## Estadístiques
| Selecció de Sèrbia | Selecció de Sèrbia | Selecció de Sèrbia |
| Anys               | Partits            | Gols               |
| ------------------ | ------------------ | ------------------ |
| 2012               | 1                  | 0                  |
| 2013               | 2                  | 0                  |
| Total              | 3                  | 0                  |